# ディアゴナール
ディアゴナール（仏: Diagonales）は、フランス語で「対角線」を意味し、六角形に見立てたフランス全土の対角線にあたる9つのルートを制限時間内に走る長距離サイクリングである「ディアゴナール・ド・フランス」（仏: Les Diagonales de France）を指す。ブルベの一つ。
またかつて、これにちなんだ自転車の商品名があり、自転車の一形態を表す名称とみる向きも存在する。

## ディアゴナール・ド・フランス

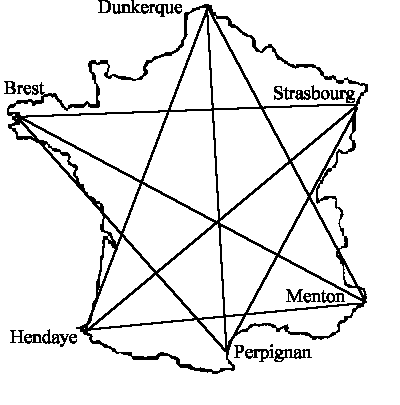
ディアゴナール・ド・フランスの9つのルート

1930年、「シクロツーリスムの父」と称されるヴェロシオ（Vélocio〈フランス語版〉）、本名: ポール・ド・ヴィヴィ（Paul de Vivie〈英語版〉）の発案により始まった。現在の主催者はフランス・シクロツーリスム連盟 (Fédération Française de CycloTourisme, FFCT) で、参加はその会員に限られる。フランス国土の「対角線」をなす920キロメートルから1,400キロメートルまでの9つのルートを、それぞれ77時間から116時間の制限時間内に、時速12キロメートル程度（休憩時間などを含む）で走破する。各ルートは起点・終点の規定があるものの、具体的なコース・日程は自由に組むことができる。ヴェロシオの遺言により、すべて自力で賄うことが鉄則とされ、自動車の伴走などは禁じられている。

### ルート
1. ブレスト - マントン[3]（1,400km、116時間）[2]
2. ダンケルク - ペルピニャン[4]（1,190km、100時間）[2]
3. ダンケルク - マントン[5]（1,190km、100時間）[2]
4. アンダイエ - ストラスブール[6]（1,170km、99時間）[2]
5. ブレスト - ペルピニャン[7]（1,060km、89時間）[2]
6. ブレスト - ストラスブール[8]（1,050km、88時間）[2]
7. ダンケルク - アンダイエ[9]（1,050km、88時間）[2]
8. アンダイエ - マントン[10]（940km、78時間）[2]
9. ストラスブール - ペルピニャン[11]（940km、78時間）[2]

## ディアゴナールという「車種」
1950-1960年代、フランスの自転車製造業者であるルネ・エルス (René Herse) が、diagonale を販売していた。またこのモデルには、Ideale #92 diagonale というフランス製のサドルが採用されている。
1982年、日本の大手自転車メーカーであるブリヂストンサイクルが、高級量産スポーツ車「ユーラシア」シリーズに「ユーラシアグラン ディアゴナール」という製品を追加した。これは当時の日本式ランドナーに700×32Cサイズのタイヤを履かせたようなもので、ツーリングとスポルティーフの中間に位置する製品であった。新ジャンルのツーリング用自転車として位置づけられ、その後も同社は、ユーラシアの上位ブランドである「アトランティス」や、後継ブランドの「トラベゾーン」にもディアゴナールと称する700Cランドナーをラインナップした。当時を知る人の中には「ディアゴナールという自転車のジャンル」が存在すると記憶しているケースがある。しかしこれは、メーカーの枠を超えて広く用いられた名称ではない。このためディアゴナールが車種の名称として確立されているか否かは微妙である。なお、ブリヂストンはディアゴナールのラインナップを1990年代の中ほどまで継続したようである。
ルネ・エルスとブリヂストン両社のモデルは、コンセプトやデザインの傾向がよく似ているが、前者はセンタープルブレーキを装備するのに対して、後者は輪行の際の分解を容易にするためカンチレバーブレーキを採用している。